# Grades militaires macédoniens
Le tableau ci-dessous présente les grades militaires de l'Armée de la République de Macédoine. Ils sont divisés en quatre groupes, selon la fonction et la position : généraux, officiers, officiers subalternes et soldats.
| Insigne | Grade                                                               | Groupe                | Notes |
| ------- | ------------------------------------------------------------------- | --------------------- | --- |
|         | Генерал Général                                                     | Généraux              | |
|         | Генерал потполковник Lieutenant général, Lieutenant-colonel général | Généraux              | |
|         | Генерал мајор Major-général                                         | Généraux              | |
|         | Бригаден генерал Général de brigade                                 | Généraux              | |
|         | Полковник Colonel                                                   | Officiers             | |
|         | Потполковник Lieutenant Colonel                                     | Officiers             | |
|         | Мајор Major                                                         | Officiers             | |
|         | Капетан Capitaine                                                   | Officiers             | |
|         | Поручник Lieutenant                                                 | Officiers             | |
|         | Потпоручник Sous-lieutenant                                         | Officiers             | |
|         | Главен наредник Sergent-major                                       | Officiers subalternes | |
|         | Наредник Sergent-chef                                               | Officiers subalternes | |
|         | Постар водник I класа Sergent-chef Ire Classe                       | Officiers subalternes | équivalent à l'Adjudant-maître des Forces canadiennes et des Forces armées de Singapour ou à l'Adjudant 2e classe des Forces armées britanniques |
|         | Постар водник Sergent-chef                                          | Officiers subalternes | |
|         | Водник Sergent                                                      | Officiers subalternes | |
|         | Помлад водник Sergent junior                                        | Soldats               | |
|         | Десетар Caporal                                                     | Soldats               | |
|         | Разводник Première classe                                           | Soldats               | |